# Lavinium

Lavinium was een Latijnse kuststad 28 km ten zuiden van Rome.
De stad werd volgens de legende gesticht door de held Aeneas, de zoon van Anchises en van de godin Venus. De stad werd genoemd naar Lavinia, dochter van de Latijnse koning Latinus. De eerste ons bekende verwijzing naar deze legende duikt rond 300 v.Chr. op in de bronnen. Het zou in de buurt van Lavinium zijn geweest dat Titus Tatius, die de macht zou delen met Romulus, zou zijn vermoord geweest door ontevredenen, die het niet eens waren met zijn uitspraak in verband met een diefstal van vee. De stad wordt ook vermeld in het eerste verdrag tussen Rome en Carthago. Omdat de stad in de Laurens ager was gelegen, werden haar inwoners Laurentes genoemd. Vandaar dat we soms ook de naam Laurentum of Laurolavinium vinden voor Lavinium.
Lavinium was lid van de Latijnse Liga, die haar heiligdom op het grondgebied van de stad had. Aan het eind van de Latijnse Oorlog werd Lavinium vermoedelijk een gefedereerde municipia. Strabon meent dat de neergang van de stad werd ingezet met de voorwoestingen aangericht tijdens de Samnitische oorlogen.
De moderne badstad Lavinio is gelegen op de oude site van Lavinium, hoewel deze meer naar de zee toe gelegen was.

## Referentie
- F. Castagnoli, art. LAVINIUM (Pratica di Mare) Latium, Italy, in R. Stillwell - e.a. (edd.), The Princeton Encyclopedia of Classical Sites, Princeton, 1976.